# شگفت‌انگیزان (فرنچایز)
شگفت‌انگیزان (به انگلیسی: The Incredibles)، نام یک فرنچایز انیمیشن و محصولات مرتبط با آن است که توسط استودیو انیمیشن پیکسار خلق شده‌است. تاکنون دو قسمت از این انیمیشن تحت عناوین شگفت‌انگیزان و شگفت‌انگیزان ۲ به نویسندگی و کارگردانی برد برد منتشر شده‌است. هردو قسمت این انیمیشن با واکنش بسیار مثبتی از سوی منتقدان و تماشاگران همراه بود. قسمت اول این مجموعه در سال ۲۰۰۵ موفق به کسب جایزه اسکار بهترین فیلم پویانمایی شد. در مجموع ۲۹۲ میلیون دلار برای ساخت این دو فیلم بودجه صرف شده‌است که فروش هردوی آن‌ها بر روی هم به ۱٫۸۷۳ میلیارد دلار در سراسر جهان رسیده‌است. بازیگران و گویندگان معروفی همچون کریگ تی. نلسن، جیسون لی، هالی هانتر، سارا واول، اسپنسر فاکس و ساموئل ال. جکسون به جای شخصیت‌های داستان صحبت کرده‌اند.
به غیر از دو نسخه رسمی انیمیشنی؛ سه انیمیشن کوتاه با عنوان حمله جک-جک، آقای شگفت انگیز و رفقا و عمه ادنا نیز در ارتباط با دنیای شگفت‌انگیزان منتشر شده‌است. همچنین چندین بازی ویدئویی دربارهٔ این انیمیشن از جمله شگفت‌انگیزان: خیزش آندرماینر ساخته شده‌است.